# برلین (زدورف)
برلین (به آلمانی: Seedorf) یک منطقهٔ مسکونی در آلمان است که در زدورف (زگه‌برگ) واقع شده‌است. این منطقه ۵۰۰ نفر جمعیت دارد.